# Circonscription électorale de Madrid
Ne doit pas être confondu avec Circonscription autonomique de Madrid.
La circonscription électorale de Madrid est l'une des cinquante-deux circonscriptions électorales espagnoles utilisées comme divisions électorales pour les élections générales espagnoles.
Elle correspond géographiquement à la Communauté de Madrid.

## Historique
Elle est instaurée en 1977 par la loi pour la réforme politique puis confirmée avec la promulgation de la Constitution espagnole qui précise à l'article 68 alinéa 2 que chaque province constitue une circonscription électorale.

## Congrès des députés

### Synthèse
|             |       | 1977 | 1979 | 1982 | 1986 | 1989 | 1993 | 1996 | 2000 | 2004 | 2008 | 2011 | 2015 | 2016 | 04/19 | 11/19 | 2023 |
| ----------- | ----- | ---- | ---- | ---- | ---- | ---- | ---- | ---- | ---- | ---- | ---- | ---- | ---- | ---- | ----- | ----- | ---- |
| UCD         |       | 11   | 12   | 1    |      |      |      |      |      |      |      |      |      |      |       |       |      |
| AP & alliés |       | 3    | 3    | 11   | 11   |      |      |      |      |      |      |      |      |      |       |       |      |
| CDS         |       |      |      | 1    | 5    | 4    |      |      |      |      |      |      |      |      |       |       |      |
| UN          |       |      | 1    |      |      |      |      |      |      |      |      |      |      |      |       |       |      |
| PCE         |       | 4    | 4    | 1    |      |      |      |      |      |      |      |      |      |      |       |       |      |
| IU          |       |      |      |      | 2    | 5    | 5    | 6    | 3    | 2    | 1    | 3    | 2    | 1    |       |       |      |
| PSP         |       | 3    |      |      |      |      |      |      |      |      |      |      |      |      |       |       |      |
| PSOE        |       | 11   | 12   | 18   | 15   | 12   | 13   | 11   | 12   | 16   | 15   | 10   | 6    | 7    | 11    | 10    | 10   |
| PP          |       |      |      |      |      | 12   | 16   | 17   | 19   | 17   | 18   | 19   | 13   | 15   | 7     | 10    | 16   |
| UPyD        |       |      |      |      |      |      |      |      |      |      | 1    | 4    |      |      |       |       |      |
| Podemos     |       |      |      |      |      |      |      |      |      |      |      |      | 8    | 7    | 6     | 5     |      |
| Cs          |       |      |      |      |      |      |      |      |      |      |      |      | 7    | 6    | 8     | 3     |      |
| Vox         |       |      |      |      |      |      |      |      |      |      |      |      |      |      | 5     | 7     | 5    |
| MP          |       |      |      |      |      |      |      |      |      |      |      |      |      |      |       | 2     |      |
| Sumar       |       |      |      |      |      |      |      |      |      |      |      |      |      |      |       |       | 6    |
|             |       |      |      |      |      |      |      |      |      |      |      |      |      |      |       |       |      |
| Total       | Total | 32   | 32   | 32   | 33   | 33   | 34   | 34   | 34   | 35   | 35   | 36   | 36   | 36   | 37    | 37    | 37   |

### 1977
| Parti | Parti | Députés |
| ----- | ----- | --- |
| UCD   |       | Adolfo Suárez, Leopoldo Calvo-Sotelo, Juan Manuel Fanjul Sedeño, Francisco Fernández Ordóñez, Joaquín Garrigues Walker, Íñigo Cavera, Ignacio Camuñas, José Luis Ruiz-Navarro, Fernando Benzo, Miguel Herrero, José Pedro Pérez-Llorca |
| PSOE  |       | Felipe González, Javier Solana, Enrique Barón, Manuel Turrión, Carmen García Bloise, Sócrates Gómez, Máximo Rodríguez Valverde, Alonso José Puerta, Ciprinano García Rollán, Juan Barranco, Carlota Bustelo                            |
| PCE   |       | Santiago Carrillo, Marcelino Camacho, Simón Sánchez Montero, Ramón Tamames |
| AP    |       | Manuel Fraga, José Martínez Emperador, Gregorio López-Bravo |
| PSP   |       | Enrique Tierno Galván, Raúl Morodo, Donato Fuejo |

- Juan Manuel Fanjul Sedeño est remplacé en janvier 1978 par Óscar Alzaga.

### 1979
| Parti | Parti | Députés |
| ----- | ----- | --- |
| PSOE  |       | Felipe González, Enrique Tierno Galván, Javier Solana, Enrique Barón, Carmen García Bloise, Donato Fuejo, Juan Barranco, José Acosta, Joaquín Almunia, Cipriano García Rollán, Elena Vázquez Menéndez, Máximo Rodríguez Valverde           |
| UCD   |       | Adolfo Suárez, Leopoldo Calvo-Sotelo, Antonio Fontán, José Luis Álvarez, José Pedro Pérez-Llorca, Joaquín Satrústegui, Miguel Herrero, Óscar Alzaga, Carmela García Moreno, Luis Apostua, José Luis Ruiz Navarro, Ramón Álvarez de Miranda |
| PCE   |       | Santiago Carrillo, Marcelino Camacho, Simón Sánchez Montero, Ramón Tamames |
| AP    |       | Manuel Fraga, José María de Areilza, Alfonso Osorio |
| UN    |       | Blas Piñar |

- Marcelino Camacho est remplacé en février 1981 par Nicolás Sartorius.

### 1982
| Parti  | Parti | Députés |
| ------ | ----- | --- |
| PSOE   |       | Felipe González, Javier Solana, Francisco Fernández Ordóñez, José Acosta, Joaquín Almunia, Enrique Barón, Juan Barranco, Alejandro Cercas, Carlos Dávila, Donato Fuejo, Carmen García Bloise, Joaquín Leguina, Carlos López Riaño, Javier Moscoso, Máximo Rodríguez Valverde, Eugenio Triana, Elena Vázquez Menéndez, José Velasco |
| AP-PDP |       | Manuel Fraga, Óscar Alzaga, Miguel Herrero, Alfonso Osorio, José Luis Álvarez, Javier González-Estéfani, Carmen Llorca, Carlos Ruiz Soto, José Luis Ruiz-Navarro, Pedro Schwartz, Fernando Suárez |
| PCE    |       | Santiago Carrillo |
| CDS    |       | Adolfo Suárez |
| UCD    |       | Landelino Lavilla |

- Francisco Fernández Ordóñez est remplacé en février 1983 par Luis Carlos Croissier.
  - Luis Carlos Croissier est remplacé en février 1983 par Manuel Abejón.
- Donato Fuejo est remplacé en octobre 1984 par José Domingo Gómez Castallo.
- Joaquín Leguina est remplacé en mai 1985 par Carlos Brú.
- Elena Vázquez Menéndez est remplacée en juin 1983 par Luis Larroque.

### 1986
| Parti | Parti | Députés |
| ----- | ----- | --- |
| PSOE  |       | Felipe González, Javier Solana, Joaquín Almunia, José Barrionuevo, Carmen García Bloise, Enrique Barón, Julián Campo, Alejandro Cercas, José Acosta, Miguel Ángel Fernández Ordóñez, Máximo Rodríguez Valverde, Pedro Sabando, Eugenio Triana, Carlos López Riaño, Froilán Pérez |
| CP    |       | Manuel Fraga, Óscar Alzaga, José Antonio Segurado, Miguel Herrero, Álvaro Lapuerta, Jorge Verstrynge, Íñigo Cavero, José Meliá, Carlos Ruiz Soto, Isabel Tocino, Íñigo Herrera                                                                                                   |
| CDS   |       | Adolfo Suárez, José Ramón Caso, Carlos Revilla, Miguel Martínez Cuadrado, Federico Ysart |
| IU    |       | Gerardo Iglesias, Ramón Tamames |

- Enrique Barón est remplacé en juin 1987 par Carlos Dávila.
- Julián Campo est remplacé en novembre 1986 par José Velasco.
- Miguel Ángel Fernández Ordóñez est remplacé en septembre 1988 par Rafael García Fernández.
- Pedro Sabando est remplacé en septembre 1987 par Luis Larroque.
- Manuel Fraga est remplacé en septembre 1987 par Javier González-Estéfani.
- Óscar Alzaga est remplacé en juin 1987 par María Teresa Estevan.
- José Ramón Caso est remplacé en juin 1989 par Laura Morso.

### 1989
| Parti | Parti | Députés |
| ----- | ----- | --- |
| PP    |       | José María Aznar, Miguel Herrero, José Antonio Segurado, Rodrigo Rato, Rodolfo Martín Villa, Alejandro-Muñoz Alonso, Francisco Javier Rupérez Rubio, Ángel Sanchis, María Teresa Estevan, Álvaro Lapuerta, Juan Tomás Esteo, Elena García-Alcañiz |
| PSOE  |       | Felipe González, Javier Solana, Joaquín Almunia, José Barrionuevo, Carmen García Bloise, José Acosta, Froilán Pérez, José Federico de Carvajal, Isabel Alberdi, Máximo Rodríguez Valverde, Carlos López Riaño, Eugenio Triana                     |
| IU    |       | Julio Anguita, Pablo Castellano, Cristina Almeida, José Luis Núñez Casal, Ángeles Maestro |
| CDS   |       | Adolfo Suárez, José Ramón Caso, Fernando Castedo, Carlos Revilla |

- José Antonio Segurado est remplacé en mars 1990 par Salvador Garriga.
- Eugenio Triana est remplacé en janvier 1990 par Carlos Alberto Dávila Sánchez.
- Adolfo Suárez est remplacé en octobre 1991 par Laura Morso.
- Fernando Castedo est remplacé en avril 1990 par Rafael Arias-Salgado.
  - Rafael Arias-Salgado est remplacé en novembre 1992 par Manuel Alonso Losada.

### 1993
| Parti | Parti | Députés |
| ----- | ----- | --- |
| PP    |       | José María Aznar, Rodrigo Rato, Rodolfo Martín Villa, Rafael Arias-Salgado, Alejandro Muñoz-Alonso, Juan Carlos Vera Pró, Álvaro Lapuerta, Ana Mato, Cristóbal Montoro, Luis Eduardo Cortés, Carlos Aragonés Mendiguchía, José María Michavila, Rogelio Baón, José Manuel Fernández Norniella, Elena García Alcañiz, Juan Tomás Esteo |
| PSOE  |       | Felipe González, Baltasar Garzón, Javier Solana, Joaquín Almunia, José Barrionuevo, Carmen García Bloise, José Acosta, Froilán Pérez, Manuel de la Rocha, Isabel Alberdi, Máximo Rodríguez Valverde, Carlos López Riaño, Carlos Alberto Dávila Sánchez                                                                                |
| IU    |       | Julio Anguita, Diego López Garrido, Francisco Frutos, Franco González, Ángeles Maestro |

- Luis Eduardo Cortés est remplacé en juin 1995 par Teófilo de Luis Rodríguez.
- Baltasar Garzón est remplacé en mai 1994 par Rafael García-Rico.
- Javier Solana est remplacé en décembre 1995 par Jesús Vicente Mingo.
- Carmen García Bloise est remplacée en juillet 1994 par María Enedina Álvarez Gayol.
- Máximo Rodríguez Valverde est remplacé en février 1995 par Antonio Fernández Gordillo.
- Franco González est remplacé en mai 1995 par Rubén Cruz Orive.

### 1996
| Parti | Parti | Députés |
| ----- | ----- | --- |
| PP    |       | José María Aznar, Rodrigo Rato, Rodolfo Martín Villa, Rafael Arias-Salgado, Alejandro Muñoz-Alonso, Juan Carlos Vera Pró, Álvaro Lapuerta, Ana Mato, Cristóbal Montoro, Carlos Aragonés Mendiguchía, José María Michavila, Miguel Ángel Rodríguez Bajón, José Manuel Fernández Norniella, Rogelio Baón, Elena García Alcañiz, Teófilo de Luis Rodríguez, Fernando López-Amor |
| PSOE  |       | Felipe González, Joaquín Almunia, Joaquín Leguina, Alfredo Pérez Rubalcaba, José Barrionuevo, José Acosta, Rosa Conde, Dolores García Hierro, María Enedina Álvarez Gayol, Antonio García-Santesmases, Javier Sáenz de Cosculluela |
| IU    |       | Julio Anguita, Francisco Frutos, Pablo Castellano, Cristina Almeida, Inés Sabanés, Ángeles Maestro |

- Rodolfo Martín Villa est remplacé en février 1997 par José Francisco Herrera.
- Cristóbal Montoro est remplacé en mai 1996 par Mario Mingo.
- Carlos Aragonés est remplacé en mai 1996 par Teresa de Lara.
- Miguel Ángel Rodríguez Bajón est remplacé en mai 1996 par Beatriz Rodríguez-Salmones Cabeza.
- José Manuel Fernández Norniella est remplacé en mai 1996 par José Ignacio Echániz Salgado.
  - José Ignacio Echániz Salgado est remplacé en juillet 1999 par Luis Fernando Bastarreche.
- Fernando López-Amor est remplacé en février 1997 par Ismael Bardisa.
- José Barrionuevo est remplacé en septembre 1998 par Alberto Dávila.
- Cristina Almeida est remplacée en juin 1999 par Diego López Garrido.
- Inés Sabanés est remplacée en septembre 1999 par José Luis Núñez Casal.

### 2000
| Parti | Parti | Députés |
| ----- | ----- | --- |
| PP    |       | José María Aznar, Rodrigo Rato, Rafael Arias-Salgado, Ana Mato, Juan Carlos Vera Pró, Elena Pisonero, Álvaro Lapuerta, Carlos Aragonés Mendiguchía, Beatriz Rodríguez-Salmones Cabeza, Concepción Dancausa, Pedro Antonio Martín Marín, Eugenio Nasarre, Rogelio Baón, Mario Mingo, María Ángeles Muñoz Uriol, Fernando López-Amor, Teresa de Lara, Roberto Soravilla, Teófilo de Luis Rodríguez |
| PSOE  |       | Joaquín Almunia, Ángeles Amador, Alfredo Pérez Rubalcaba, Cristina Alberdi, Joaquín Leguina, Rosa Conde, Diego López Garrido, Jaime Lissavetzky, Dolores García Hierro, José Acosta, Rosa Delia Blanco Terán, José Quintana Viar |
| IU    |       | Francisco Frutos, María Luisa Castro, Antero Ruiz |

- Rafael Arias-Salgado est remplacé en septembre 2000 par María Josefa Aguado.
- Elena Pisonero est remplacée en octobre 2000 par Mariano Pérez-Hickman.
- Concepción Dancausa est remplacée en mai 2000 par Elena García-Alcañiz.
- Pedro Antonio Martín Marín est remplacé en septembre 2000 par José Francisco Herrera.
- Ángeles Amador est remplacée en juillet 2002 par Yolanda Gil.
- José Quintana Viar est remplacé en novembre 2003 par Manuel Escudero.

### 2004
| Parti | Parti | Députés |
| ----- | ----- | --- |
| PP    |       | Mariano Rajoy, Rodrigo Rato, Ana Mato, Gabriel Elorriaga, Juan Carlos Vera Pró, Carlos Aragonés Mendiguchía, Eugenio Nasarre, Mercedes de la Merced, Beatriz Rodríguez-Salmones Cabeza, Javier Fernández-Lasquetty, Teófilo de Luis Rodríguez, Francisco José Villar, Rogelio Baón, Mario Mingo, Jesús López-Medel, Fernando López-Amor, Luis Gámir   |
| PSOE  |       | José Luis Rodríguez Zapatero, Mercedes Cabrera, Joaquín Almunia, María Teresa Fernández de la Vega, Antonio Gutiérrez Vegara, Cristina Narbona, Diego López Garrido, Joaquín Leguina, Rosa Delia Blanco Terán, José Acosta, Jaime Lissavetzky, Dolores García-Hierro, Elviro Aranda, Juan Antonio Barrio de Penagos, Lucila Corral, Juan Julián Elola |
| IU    |       | Gaspar Llamazares, Ángel Pérez Martínez |

- Mercedes de la Merced ne siège pas, son siège est occupé par Roberto Soravilla.
- Rodrigo Rato est remplacé en mai 2004 par Soraya Sáenz de Santamaría.
- Ana Mato est remplacée en juillet 2004 par Julio Sánchez Fierro.
- Javier Fernández-Lasquetty est remplacé en juin 2007 par Elena García-Alcañiz.
- Luis Gámir est remplacé en décembre 2006 par Ismael Bardisa.
- Joaquín Almunia est remplacé en avril 2004 par Antonio Hernando Vera.
- Jaime Lissavetzky est remplacé en avril 2004 par Luis Fernández Santos.
- Ángel Pérez Martínez est remplacé en juillet 2007 par Montserrat Muñoz.

### 2008
| Parti | Parti | Députés |
| ----- | ----- | --- |
| PP    |       | Mariano Rajoy, Manuel Pizarro, Ana Mato, Eduardo Zaplana, Soraya Sáenz de Santamaría, Cristóbal Montoro, Gabriel Elorriaga, Miguel Arias Cañete, Cayetana Álvarez de Toledo, Beatriz Rodríguez-Salmones Cabeza, Juan Carlos Vera Pró, Carlos Aragonés Mendiguchía, Teófilo de Luis Rodríguez, Eva Durán Ramos, Teresa de Lara, Francisco José Villar, Rogelio Baón Ramírez, Mario Mingo |
| PSOE  |       | José Luis Rodríguez Zapatero, Pedro Solbes, Mercedes Cabrera, Cristina Narbona, Diego López Garrido, Trinidad Jiménez, Jaime Lissavetzky, Antonio Gutiérrez Vegara, Elena Valenciano, Rafael Simancas, Rosa Delia Blanco Terán, Juan Barranco, Manuel de la Rocha Rubí, Antonio Hernando Vera, Lucila Corral                                                                            |
| IU    |       | Gaspar Llamazares |
| UPyD  |       | Rosa Díez |

- Rogelio Baón (PP), mort, est remplacé dès l'ouverture de la législature par Carmen Álvarez-Arenas.
- Eduardo Zaplana (PP) est remplacé en avril 2008 par Eugenia Carballedo.
  - Eugenia Carballedo (PP) est remplacée en juin 2011 par Rafael Rodríguez-Ponga Salamanca.
- Diego López Garrido (PSOE) est remplacé en avril 2008 par Elviro Aranda Álvarez.
- Trinidad Jiménez (PSOE) est remplacée en avril 2008 par Daniel Méndez Guillén.
- Jaime Lissavetzky (PSOE) est remplacé en avril 2008 par Juan Antonio Barrio de Penagos.
- Cristina Narbona (PSOE) est remplacée en avril 2008 par María Virtudes Cediel.
- Pedro Solbes (PSOE) est remplacé en septembre 2009 par Pedro Sánchez.

### 2011
| Parti | Parti | Députés |
| ----- | ----- | --- |
| PP    |       | Mariano Rajoy, Soraya Sáenz de Santamaría, Ana Mato, Alberto Ruiz-Gallardón, Miguel Arias Cañete, Santiago Cervera, Juan Carlos Vera, Ignacio Astarloa, Beatriz Rodríguez-Salmones, Cayetana Álvarez de Toledo, Francisco José Villar, Teófilo de Luis Rodríguez, Teresa de Lara, Carlos Aragonés Mendiguchía, Eva Durán Ramos, Gabriel Elorriaga, Carmen Álvarez-Arenas, Mario Mingo, María Luz Bajo Prieto |
| PSOE  |       | Alfredo Pérez Rubalcaba, Elena Valenciano, Valeriano Gómez, Cristina Narbona, Rafael Simancas, Antonio Hernando Vera, Rosa Delia Blanco Terán, José Enrique Serrano, Diego López Garrido, Ángeles Álvarez Álvarez |
| UPyD  |       | Rosa Díez, Carlos Martínez Gorriarán, Álvaro Anchuelo Crego, Irene Lozano |
| IU    |       | Cayo Lara, Ascensión de las Heras Ladera, María Caridad García Álvarez |

- Francisco José Villar (PP), mort, ne siège pas et est remplacé dès l'ouverture de la législature par Alfonso de Senillosa.
  - Alfonso de Senillosa (PP) est remplacé en janvier 2012 par Roberto Soravilla.
    - Roberto Soravilla (PP) est remplacé en octobre 2012 par María Carmen Rodríguez Flores.
- Santiago Cervera (PP) est remplacé en décembre 2012 par Pilar Marcos Domínguez.
- Cristina Narbona (PSOE) est remplacée en janvier 2013 par Pedro Sánchez.
- Ignacio Astarloa (PP) est remplacé en avril 2014 par José Ramón García Hernández.
- Miguel Arias Cañete (PP) est remplacé en juillet 2014 par Mariano Pérez-Hickman.
- Elena Valenciano (PSOE) est remplacée en juillet 2014 par Manuel de la Rocha.
- Alfredo Pérez Rubalcaba (PSOE) est remplacé en septembre 2014 par María Virtudes Cediel.
- Alberto Ruiz-Gallardón (PP) est remplacé en octobre 2014 par Valentina Martínez Ferro.
- Valeriano Gómez (PSOE) est remplacé en janvier 2015 par Lucila Corral.
- Álvaro Anchuelo (UPyD) est remplacé en mai 2015 par Rafael Calduch Cervera.

### 2015
| Parti   | Parti | Députés |
| ------- | ----- | --- |
| PP      |       | Mariano Rajoy, Soraya Sáenz de Santamaría, Isabel García Tejerina, Cristóbal Montoro, Álvaro Nadal, Juan Carlos Vera Pró, José Luis Ayllón, Teresa de Lara, Carmen Álvarez-Arenas, Teófilo de Luis Rodríguez, María Luz Bajo Prieto, José Ignacio Echániz Salgado, Antonio Pablo González Terol |
| Podemos |       | Pablo Iglesias, Carolina Bescansa, Íñigo Errejón, Irene Montero, Rafael Mayoral, Tania Sánchez, Pablo Bustinduy, Belén Guerra Mansito |
| Cs      |       | Albert Rivera, Francisco de la Torre Díaz, Marta Rivera de la Cruz, Miguel Ángel Gutiérrez, Patricia Reyes, Fernando Maura Barandiarán, Fran Hervías |
| PSOE    |       | Pedro Sánchez, Meritxell Batet, Antonio Hernando Vera, Irene Lozano, Rafael Simancas, Zaida Cantera |
| IU      |       | Alberto Garzón, Sol Sánchez |

### 2016
| Parti | Parti | Députés |
| ----- | ----- | --- |
| PP    |       | Mariano Rajoy, Soraya Sáenz de Santamaría, Isabel García Tejerina, Cristóbal Montoro, Álvaro Nadal, Juan Carlos Vera Pró, José Luis Ayllón, Teresa de Lara, Carmen Álvarez-Arenas, Teófilo de Luis Rodríguez, María Luz Bajo Prieto, José Ignacio Echániz Salgado, Antonio Pablo González Terol, María del Mar Blanco, Francisco Martínez Vázquez |
| UP    |       | Pablo Iglesias, Carolina Bescansa, Íñigo Errejón, Irene Montero, Alberto Garzón (IU), Rafael Mayoral, Tania Sánchez, Pablo Bustinduy |
| PSOE  |       | Pedro Sánchez, Margarita Robles, Antonio Hernando Vera, Ángeles Álvarez Álvarez, Rafael Simancas, Zaida Cantera, Eduardo Madina |
| Cs    |       | Albert Rivera, Francisco de la Torre Díaz, Marta Rivera de la Cruz, Miguel Ángel Gutiérrez, Patricia Reyes, Fernando Maura Barandiarán |

- Pedro Sánchez (PSOE) est remplacé en novembre 2016 par Carlota Merchán.
- Eduardo Madina (PSOE) est remplacé en septembre 2017 par José Enrique Serrano.
- Carmen Álvarez-Arenas (PP) est remplacée en septembre 2017 par Pilar Marcos Domínguez.
- Margarita Robles (PSOE) est remplacée en juin 2018 par Gema López Somoza.
- Mariano Rajoy (PP) est remplacé en juin 2018 par Valentina Martínez Ferro.
- Soraya Sáenz de Santamaría (PP) est remplacée en septembre 2018 par Mariano Pérez-Hickman.
- Íñigo Errejón (Podemos) est remplacé en janvier 2019 par Sol Sánchez.

### Avril 2019
| Parti | Parti | Députés |
| ----- | ----- | --- |
| PSOE  |       | Pedro Sánchez, Carmen Calvo, José Manuel Franco Pardo, Teresa Ribera, Dolores Delgado, Reyes Maroto, Rafael Simancas, Beatriz Corredor, Zaida Cantera, Daniel Vicente Viondi, María Isaura Leal Fernández |
| Cs    |       | Albert Rivera, Marcos de Quinto Romero, Laura Sara Giménez Giménez, Edmundo Bal Francés, Patricia Reyes, Francisco de la Torre Díaz, Miguel Ángel Gutiérrez, Roberto Hernández Blázquez                   |
| PP    |       | Pablo Casado, Adolfo Suárez Illana, Edurne Uriarte Bengoechea, Daniel Lacalle Fernández, Ana María Beltrán Villalba, Andrea Levy Soler, Antonio González Terol                                            |
| UP    |       | Pablo Iglesias, Irene Montero, Enrique Santiago Romero, Gloria Elizo, Rafael Mayoral, María Mercedes Pérez Merino                                                                                         |
| Vox   |       | Santiago Abascal, Javier Ortega Smith, Iván Espinosa de los Monteros de Simón, María de la Cabeza Ruiz Solás, Carla Toscano de Balbín                                                                     |

- Andrea Levy (PP) ne prend pas possession de son mandat et est remplacée par José Ignacio Echániz.
- Daniel Lacalle (PP) ne prend pas possession de son mandat et est remplacé par María del Mar Blanco.

### Novembre 2019
| Parti | Parti | Députés |
| ----- | ----- | --- |
| PSOE  |       | Pedro Sánchez, Carmen Calvo, José Manuel Franco Pardo, Teresa Ribera, Dolores Delgado, Reyes Maroto, Rafael Simancas, Beatriz Corredor, Zaida Cantera, Daniel Vicente Viondi                                                 |
| PP    |       | Pablo Casado, Ana Pastor, Adolfo Suárez Illana, Isabel García Tejerina, Elvira Rodríguez, Edurne Uriarte Bengoechea, Ana María Beltrán Villalba, Antonio González Terol, Carlos Aragonés Mendiguchía, Pilar Marcos Domínguez |
| Vox   |       | Santiago Abascal, Javier Ortega Smith, Iván Espinosa de los Monteros, María de la Cabeza Ruiz Solás, Carla Toscano de Balbín, Juan Luis Steegmann Olmedillas, Mireia Borrás Pabón                                            |
| UP    |       | Pablo Iglesias, Irene Montero, Enrique Santiago Romero, Gloria Elizo, Rafael Mayoral |
| Cs    |       | Albert Rivera, Marcos de Quinto Romero, Laura Sara Giménez Giménez |
| MP    |       | Íñigo Errejón, Marta Higueras |

- Marta Higueras (MP) ne prend pas possession de son mandat et est remplacée par Inés Sabanés Nadal.
- Albert Rivera (Cs) ne prend pas possession de son mandat et est remplacé par Edmundo Bal Francés.
- Beatriz Corredor (PSOE) est remplacée en février 2020 par Isaura Leal.
- Dolores Delgado (PSOE) est remplacée en février 2020 par Omar Anguita Pérez.
- José Manuel Franco (PSOE) est remplacé en février 2020 par Rafael José Vélez.
- Reyes Maroto (PSOE) est remplacée en février 2020 par Julio Navalpotro Gómez.
- Teresa Ribera (PSOE) est remplacée en février 2020 par Gema López Somoza.
- Marcos de Quinto (Cs) est remplacé en mai 2020 par Miguel Ángel Gutiérrez.
- Isabel García Tejerina (PP) est remplacée en juillet 2020 par Gabriel Elorriaga Pisarik.
- Pablo Iglesias (UP) est remplacé en avril 2021 par María Mercedes Pérez Merino.
- Pablo Casado (PP) est remplacé en avril 2022 par Percival Manglano.
- Adolfo Suárez (PP) est remplacé en décembre 2022 par Miguel Ángel Quintanilla Navarro.

### 2023
| Parti | Parti | Députés |
| ----- | ----- | --- |
| PP    |       | Alberto Núñez Feijóo, Marta Rivera de la Cruz, Borja Sémper, Eugenia Carballedo, Marta Varela Pazos, Cayetana Álvarez de Toledo, Manuel Cobo Vega, Pedro Muñoz Abrines, Carlos Aragonés Mendiguchía, María del Mar Sánchez Sierra, Miguel Ángel Quintanilla Navarro, Jaime de los Santos, Pablo Vázquez Vega, Aurora Nacarino-Brabo Jiménez, Noelia Núñez González, Carlos García Adanero |
| PSOE  |       | Pedro Sánchez, Teresa Ribera, Félix Bolaños, Margarita Robles, José Manuel Albares, Cristina Narbona, Óscar López Águeda, Isaura Leal, Rafael Simancas, María de las Mercedes González Fernández |
| Sumar |       | Yolanda Díaz Pérez, Agustín Santos Maraver, Teslem Andala Ubbi, Íñigo Errejón, Ione Belarra, Carlos Martín Urriza |
| Vox   |       | Santiago Abascal, María de la Cabeza Ruiz Solás, Iván Espinosa de los Monteros, Javier Ortega Smith, Pepa Millán |

- Iván Espinosa de los Monteros (Vox) ne prend pas possession de son siège. Il est remplacé par Carla Toscano de Balbín, après que Juan Luis Steegmann a également renoncé.
  - Carla Toscano (Vox) est remplacée le 16 janvier 2024 par Rocío Aguirre Gil de Biedma.
- Teresa Ribera (PSOE) est remplacée le 5 décembre 2023 par Javier Rodríguez Palacios.
- Margarita Robles (PSOE) est remplacée le 5 décembre 2023 par Hana Jalloul.
- Óscar López (PSOE) est remplacé le 5 décembre 2023 par Víctor Gutiérrez.
- José Manuel Albares (PSOE) est remplacé le 12 décembre 2023 par Zaida Cantera.
  - Zaida Cantera (PSOE) est remplacée le 11 juin 2024 par Guillermo Hita Téllez.
- Marta Rivera (PP) est remplacée le 30 janvier 2024 par José Enrique Núñez Guijarro.
- Pablo Vázquez (PP) est remplacé le 30 janvier 2024 par Edurne Uriarte Bengoechea.
- Hana Jalloul (PSOE) est remplacée le 25 juin 2024 par María Sáinz Martín.
- Mercedes González (PSOE) est remplacée le 17 septembre 2024 par Vicente Montávez Aguillaume.
- Íñigo Errejón (Sumar) est remplacé le 29 octobre 2024 par Alda Recas Martín.

## Sénat

### Synthèse
|             |       | 1977 | 1979 | 1982 | 1986 | 1989 | 1993 | 1996 | 2000 | 2004 | 2008 | 2011 | 2015 | 2016 | 04/19 | 11/19 | 2023 |
| ----------- | ----- | ---- | ---- | ---- | ---- | ---- | ---- | ---- | ---- | ---- | ---- | ---- | ---- | ---- | ----- | ----- | ---- |
| UCD         |       |      | 2    |      |      |      |      |      |      |      |      |      |      |      |       |       |      |
| PSP         |       | 1    |      |      |      |      |      |      |      |      |      |      |      |      |       |       |      |
| AP & alliés |       |      |      | 1    | 1    |      |      |      |      |      |      |      |      |      |       |       |      |
| PSOE        |       | 3    | 2    | 3    | 3    | 1    | 1    | 1    | 1    | 1    | 1    | 1    |      | 1    | 2     | 2     | 1    |
| PP          |       |      |      |      |      | 3    | 3    | 3    | 3    | 3    | 3    | 3    | 3    | 3    | 1     | 2     | 3    |
| Podemos     |       |      |      |      |      |      |      |      |      |      |      |      | 1    |      |       |       |      |
| Cs          |       |      |      |      |      |      |      |      |      |      |      |      |      |      | 1     |       |      |
|             |       |      |      |      |      |      |      |      |      |      |      |      |      |      |       |       |      |
| Total       | Total | 4    | 4    | 4    | 4    | 4    | 4    | 4    | 4    | 4    | 4    | 4    | 4    | 4    | 4     | 4     | 4    |

### 1977
| Parti | Parti | Sénateurs                                                   |
| ----- | ----- | ----------------------------------------------------------- |
| PSOE  |       | Joaquín Satrústegui, Mariano Aguilar, Manuel Villar Arregui |
| PSP   |       | José Alonso Pérez                                           |

### 1979
| Parti | Parti | Sénateurs                                     |
| ----- | ----- | --------------------------------------------- |
| UCD   |       | Armando Benito Calleja, Manuel Villar Arregui |
| PSOE  |       | Francisco Bustelo, José Prat                  |

### 1982
| Parti  | Parti | Sénateurs                                                   |
| ------ | ----- | ----------------------------------------------------------- |
| PSOE   |       | José Federico de Carvajal, Feliciano Páez-Camino, José Prat |
| AP-PDP |       | Juan de Arespacochaga                                       |

### 1986
| Parti | Parti | Sénateurs                                                   |
| ----- | ----- | ----------------------------------------------------------- |
| PSOE  |       | José Federico de Carvajal, Feliciano Páez-Camino, José Prat |
| CP    |       | Juan de Arespacochaga                                       |

### 1989
| Parti | Parti | Sénateurs                                              |
| ----- | ----- | ------------------------------------------------------ |
| PP    |       | Alberto Ruiz-Gallardón, Roberto Soravilla, Rosa Vindel |
| PSOE  |       | Juan Barranco                                          |

### 1993
| Parti | Parti | Sénateurs                                              |
| ----- | ----- | ------------------------------------------------------ |
| PP    |       | Alberto Ruiz-Gallardón, Roberto Soravilla, Rosa Vindel |
| PSOE  |       | Juan Barranco                                          |

### 1996
| Parti | Parti | Sénateurs                                         |
| ----- | ----- | ------------------------------------------------- |
| PP    |       | Esperanza Aguirre, Roberto Soravilla, Rosa Vindel |
| PSOE  |       | Juan Barranco                                     |

### 2000
| Parti | Parti | Sénateurs                                              |
| ----- | ----- | ------------------------------------------------------ |
| PP    |       | Esperanza Aguirre, Alejandro Muñoz-Alonso, Rosa Vindel |
| PSOE  |       | Juan Barranco                                          |

### 2004
| Parti | Parti | Sénateurs                                                |
| ----- | ----- | -------------------------------------------------------- |
| PP    |       | Pío García-Escudero, Alejandro Muñoz-Alonso, Rosa Vindel |
| PSOE  |       | Juan Barranco                                            |

### 2008
| Parti | Parti | Sénateurs                                                |
| ----- | ----- | -------------------------------------------------------- |
| PP    |       | Pío García-Escudero, Alejandro Muñoz-Alonso, Rosa Vindel |
| PSOE  |       | Enrique Cascallana                                       |

### 2011
| Parti | Parti | Sénateurs                                                |
| ----- | ----- | -------------------------------------------------------- |
| PP    |       | Pío García-Escudero, Alejandro Muñoz-Alonso, Rosa Vindel |
| PSOE  |       | Enrique Cascallana                                       |

### 2015
| Parti   | Parti | Sénateurs                                                     |
| ------- | ----- | ------------------------------------------------------------- |
| PP      |       | Pío García-Escudero, Rosa Vindel, Carlos Aragonés Mendiguchía |
| Podemos |       | Inés Cortijo Castilla                                         |

### 2016
| Parti | Parti | Sénateurs                                                     |
| ----- | ----- | ------------------------------------------------------------- |
| PP    |       | Pío García-Escudero, Rosa Vindel, Carlos Aragonés Mendiguchía |
| PSOE  |       | Francisco David Lucas Parrón                                  |

### Avril 2019
| Parti | Parti | Sénateurs                                     |
| ----- | ----- | --------------------------------------------- |
| PSOE  |       | Cristina Narbona, Antonio Armando Ferrer Sais |
| PP    |       | Pío García-Escudero                           |
| Cs    |       | Carlos Cuadrado Arroyo                        |

- Carlos Cuadrado (Cs) ne prend pas possession de son mandat et est remplacé par Pilar Liébana Soto.

### Novembre 2019
| Parti | Parti | Sénateurs                                     |
| ----- | ----- | --------------------------------------------- |
| PP    |       | Pío García-Escudero, Pedro Rollán Ojeda       |
| PSOE  |       | Cristina Narbona, Antonio Armando Ferrer Sais |

### 2023
| Parti | Parti | Sénateurs                                                     |
| ----- | ----- | ------------------------------------------------------------- |
| PP    |       | Pedro Rollán Ojeda, Pío García-Escudero, Paloma Martín Martín |
| PSOE  |       | José Manuel Franco                                            |